# Zou Lijuan
Pour les articles homonymes, voir Zou.
Zou Lijuan (née le 6 août 1994 à Xuzhou en Chine) est une athlète handisport chinoise, spécialiste du lancer de javelot et du lancer de poids catégorie F34, pour les athlètes en fauteuil roulant.

## Carrière sportive
Lors des Jeux paralympiques d'été de 2016, elle remporte la médaille d'or du lancer de javelot F34 avec un nouveau record du monde à 21,86 m. Elle bat la Finlandaise Marjaana Heikkinen (en) et l'Allemande Frances Herrmann (en). Elle bat également le record du monde au lancer de poids dans sa catégorie avec un lancer à 8,75 m, s'emparant là aussi, de la médaille d'or. Elle bat la Polonaise Lucyna Kornobys (en) et la Néo-zélandaise Jessica Hamill (en).

## Palmarès

### Jeux paralympiques
- Jeux paralympiques d'été de 2016 à Rio de Janeiro ( Brésil) :
  -  médaille d'or au lancer de javelot F34
  -  médaille d'or au lancer de poids F34
- Jeux paralympiques d'été de 2020 à Tokyo ( Japon) :
  -  médaille d'or au lancer de javelot F34

### Championnats du monde d'athlétisme handisport
- Championnats du monde d'athlétisme handisport 2015 à Doha ( Qatar) :
  -  médaille d'or au lancer de javelot F34
  -  médaille d'or au lancer de poids F34
- Championnats du monde d'athlétisme handisport 2017 à Londres ( Royaume-Uni) :
  -  médaille d'or au lancer de javelot F34
  -  médaille d'or au lancer de poids F34

### Jeux asiatiques handisport
- Jeux asiatiques handisport 2014 à Incheon ( Corée du Sud) :
  -  médaille d'or au lancer de javelot F34
  -  médaille d'or au lancer de poids F34